# سي إف آر كلوج
نادي سي إف آر كلوج 1907 لكرة القدم (بالرومانية: Fotbal Club CFR 1907 Cluj) هو نادي رياضي روماني تأسس سنة 1907 في مدينة كلوج-نابوكا الرومانية.
ترمز الحروف CFR إلى: Căile Ferate Române أي السكك الحديدية الرومانية.